# Борисов, Пётр Федотович
Бори́сов Пётр Федо́тович (укр. Борисов Петро Федотович; 19 мая 1955 — 14 апреля 2021, г. Киев) — генерал-лейтенант Службы гражданской защиты Украины в отставке, первый заместитель министра Украины по вопросам чрезвычайных ситуаций и по делам защиты населения от последствий Чернобыльской катастрофы (2003—2004), кандидат технических наук, доцент.

## Биография
Родился 19 мая 1955 года в г. Киеве. В 1972 году окончил среднюю школу №104. После окончания в 1973—1976 годах учился в Львовском пожарно-техническом училище МВД СССР (Львовском государственном университете безопасности жизнедеятельности). В 1983 году окончил Высшую инженерную пожарно-техническую школу МВД СССР (ныне Академия Государственной противопожарной службы Министерства Российской Федерации по делам гражданской обороны, чрезвычайным ситуациям и ликвидации последствий стихийных бедствий).
Работал на должностях начальствующего состава киевского гарнизона пожарной охраны, где прошел профессиональный путь от начальника караула к начальнику отряда ВПО по охране Подольского района ГУ ДПО МВД Украины г. Киев.
Впоследствии занимал руководящие должности в МВД и МЧС Украины от заместителя начальника Главного управления пожарной безопасности МВД до первого заместителя министра по вопросам чрезвычайных ситуаций.
Как руководитель Борисов проявлял инициативный и творческий подход к выполнению поставленных задач, личным примером направляя действия подчиненных на образцовое выполнение обязанностей. Находясь на высоких должностях на службе, много внимания уделял совершенствованию надзорно-профилактических мероприятий, решению организационных вопросов, связанных с обеспечением объектов эффективными, современными средствами пожаротушения, повышению огнестойкости строительных конструкций.
Как член Президиума правления Добровольного пожарного общества Украины, уделял внимание совершенствованию его функционирования, повешения влияния этой общественной организации в вопросах усиления противопожарной защиты объектов и населенных пунктов, способствовал улучшению взаимодействия органов и подразделений Государственной пожарной охраны с организациями Добровольного пожарного общества.
Вместе с тем, активно помогал в проведении профилактической и массово-разъяснительной работы среди населения, организации совместных мероприятий ДПО и ДПТ, в частности фестивалей Дружин юных пожарных, различных конкурсов на противопожарную тематику. Также заботился о подборе опытных кадров и об улучшении материально-технической базы предприятий.
Борисов также принимал участие в создании и укреплении в населенных пунктах подразделений местной пожарной охраны, усилении их материально-технической базы. Были задействованы программы обеспечения пожарной безопасности в областях, в рамках которых предполагалось как содержание действующих подразделений МПО, так и создание новых в отдаленных населенных пунктах.

### Карьера
- Сентябрь 1972 г. — Октябрь 1973 г. - пожарный ВПЧ -10 (Пуща-Водица) по охране Подольского района г. Киева.
- Октябрь 1973 г. — Август 1976 г. - курсант Львовского пожарно-технического училища МВД СССР.
- Август 1976 г. — Май 1977 г. - инспектор СВПЧ-7 по охране Минского района г. Киева.
- Май 1977 г. — Март 1978 г.  - начальник караула ВПЧ-14 по охране Подольского района г. Киева.
- Март 1978 г. — Декабрь 1979 г. - заместитель начальника ВПЧ-14 по охране Подольского района г. Киева.
- Декабрь 1979 г. — Июнь 1982 г. - начальник ВПЧ-14 по охране Подольского района г. Киева.
- Июнь 1982 г. — Май 1988 г. - заместитель начальника 2-го отряда Военизированной пожарной охраны МВД по охране Подольского района г. Киева.
- Май 1988 г. — Март 1998 г. - начальник 2-го отряда Военизированной пожарной охраны МВД по охране Подольского района г. Киева.

Центральный аппарат МВД Украины:
- Март 1998 г. — Июль 2002 г. - заместитель начальника Главного управления-начальник управления пожарной профилактики, планирования, контроля и информационного обеспечения Главного управления государственной пожарной охраны МВД Украины.
- Июль 2002 г. — Июнь 2003 г. - заместитель начальника Департамента-начальник управления надзорно-профилактической работы Государственного департамента пожарной безопасности МВД Украины.
- Июнь 2003 г. — Февраль 2004 г. - первый заместитель министра Украины по вопросам чрезвычайных ситуаций и по делам защиты населения от последствий Чернобыльской катастрофы[10].
- Февраль 2004 г. — Август 2004 г. - заместитель министра Украины по вопросам чрезвычайных ситуаций и по делам защиты населения от последствий Чернобыльской катастрофы[11].
- Август 2004 г. — Май 2005 г. - заместитель министра Украины по вопросам чрезвычайных ситуаций и по делам защиты населения от последствий Чернобыльской катастрофы – начальник Департамента пожарной безопасности[12].
- Май 2005 г. — Ноябрь 2005 г. - в распоряжении Министерства Украины по вопросам чрезвычайных ситуаций и по делам защиты населения от последствий Чернобыльской катастрофы[13].

### Награды и звания
- Орден "За заслуги" III степени[14].
- Генерал-майор внутренней службы[15].
- Генерал-лейтенант службы гражданской защиты[16].

## Личная жизнь
Борисов умер 14 апреля 2021 года на 66-м году жизни.